# Bode
Bode je priimek več znanih oseb:
- Hans-Jürgen Bode (*1941), nemški rokometaš
- Johann Elert Bode (1747—1826), nemški astronom
- Marco Bode (*1969), nemški nogometaš
- Otto Bode (1913—1981), nemški biolog
- Ursula Bode (*1942), nemška umetnostna kritičarka
- Willhelm von Bode (1845—1929), nemški literarni zgodovinar